# Борха, Мелитон
Мелитон Борха (исп. Meliton Borja, годы жизни неизвестны) — филиппинский шахматист, национальный мастер.
Чемпион Филиппин 1953 и 1957 гг.
В составе сборной Филиппин участник трех шахматных олимпиад (1958, 1960 и 1964 гг.). На олимпиаде 1958 г. занял 3-е место среди участников, выступавших на 3-й доске. В общей сложности на олимпиадах сыграл 50 партий и набрал в них 27½ очков (+19 −14 = 17).
По профессии — адвокат.

## Спортивные результаты
| Год  | Город     | Соревнование                                 | +  | − | = | Результат | Место |
| ---- | --------- | -------------------------------------------- | -- | - | - | --------- | ----- |
| 1953 |           | Чемпионат Филиппин                           |    |   |   |           | 1     |
| 1957 |           | Чемпионат Филиппин                           |    |   |   |           | 1     |
| 1958 | Мюнхен    | XIII Олимпиада (сборная Филиппин, 3-я доска) | 11 | 2 | 6 | 14 из 19  |       |
| 1960 | Лейпциг   | XIV Олимпиада (сборная Филиппин, 2-я доска)  | 7  | 5 | 5 | 9½ из 17  |       |
| 1964 | Тель-Авив | XVI Олимпиада (сборная Филиппин, 3-я доска)  | 1  | 7 | 6 | 4 из 14   |       |